# تپه اق یر ۴
تپه اق یر ۴ مربوط به دوره اشکانیان - دوره ساسانیان است و در شهرستان ماهنشان، بخش مرکزی، دهستان اوریاد، ۲ کیلومتری شرق روستای ارزه خوران، ۲۰۰ متری جنوب جاده خاکی روستا واقع شده و این اثر در تاریخ ۲۷ بهمن ۱۳۸۷ با شمارهٔ ثبت ۲۴۶۰۶ به‌عنوان یکی از آثار ملی ایران به ثبت رسیده است.